# Rhombognathus lionyx
Rhombognathus lionyx är en spindeldjursart som beskrevs av Édouard Louis Trouessart 1900. Rhombognathus lionyx ingår i släktet Rhombognathus, och familjen Halacaridae. Arten är reproducerande i Sverige.